# 槲鸫
槲鸫（学名：Turdus viscivorus）属於鸫科鸫属，是一种常见雀鸟，广泛分布於欧洲、非洲北部、北亚中部、中亚及中国西部的疏林和耕地，其中中国境内仅有新疆西南部、西北部天山分布有T. v. bonapartei。

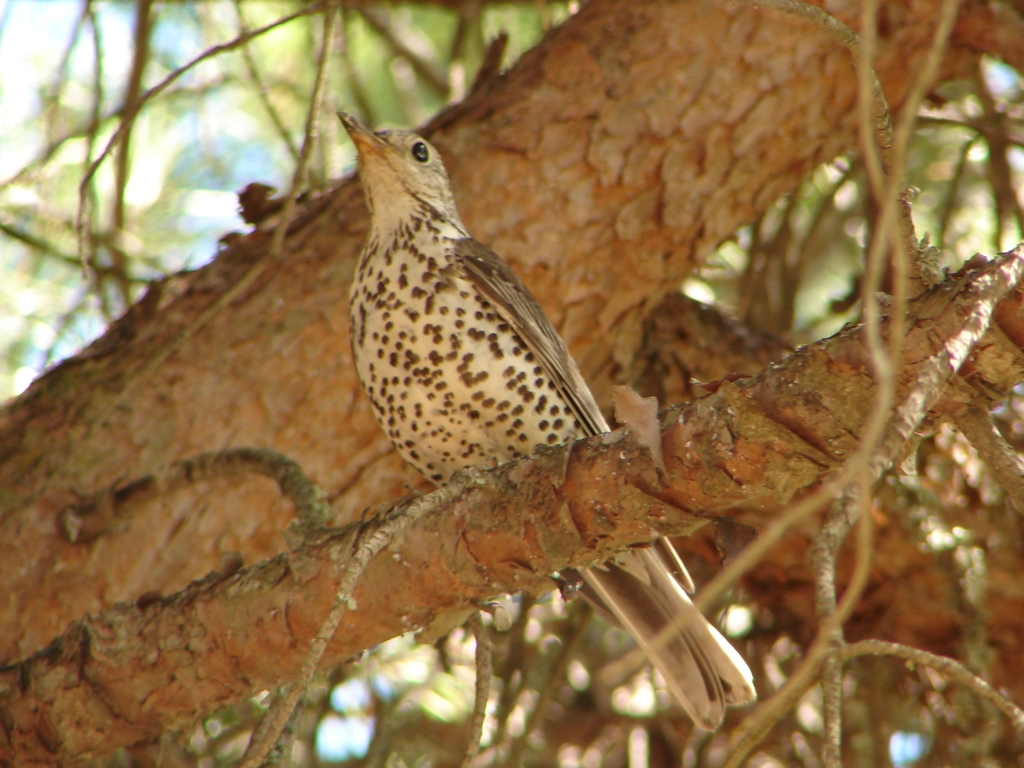

## 命名及分类

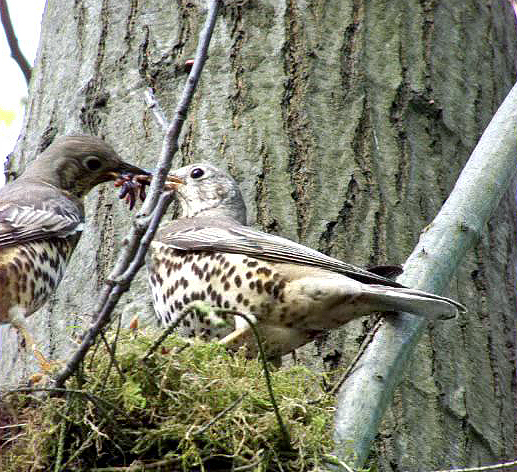
雄鸟将蚯蚓递给雌鸟

此物种是由林奈在其1758年著作《自然系统》（Systema naturae）被首次描述，使用了目前的学名。槲鸫的中文名反映了其以槲寄生为食的特点，而学名的种加词viscivorus的意思也是“食槲寄生者”。
2007年的分子生物学研究表明槲鸫与羽色相近的欧歌鸫（T. philomelos）和宝兴歌鸫（T. mupinensis）有较近的亲缘关系，这三种鸫从遍布世界的鸫中分化出形成的分支较早，因此槲鸫与欧洲其他的鸫比如乌鸫（T. merula）亲缘较远。

## 特征
体长平均为27 cm，体型比欧歌鸫大，雄鸟和雌鸟外形相似。虹膜为褐色，喙黑色，基部黄色，背部深灰褐色，胸腹黄或白色，比欧歌鸫浅很多，并密布有黑色斑点，尾羽外侧尖端、翼下及覆羽边缘白色，脚为粉褐色。

## 习性

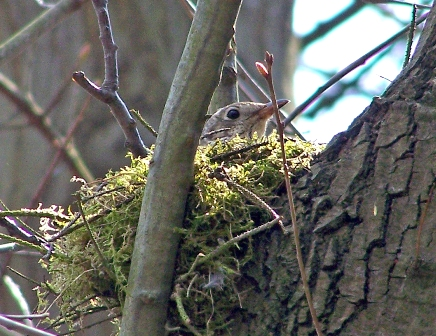
巢穴中的雌槲鸫

槲鸫为候鸟，冬天会从北方到南方越冬，迁徙时会形成小型鸟群。杂食动物，以多种昆虫、蚯蚓、蜗牛、蛞蝓和浆果为食，尤喜食槲寄生的果实，故因此而得名。冬季时槲鸫会占据果树，并且拒绝其他种类的鸫前来觅食。生性胆小谨慎，站立时体态正直。树上筑巢，在以草叶、草根和泥土编织，内铺有干草的杯状巢中产卵，一窝4－5枚卵，卵白色，上有灰褐或红褐色斑点。

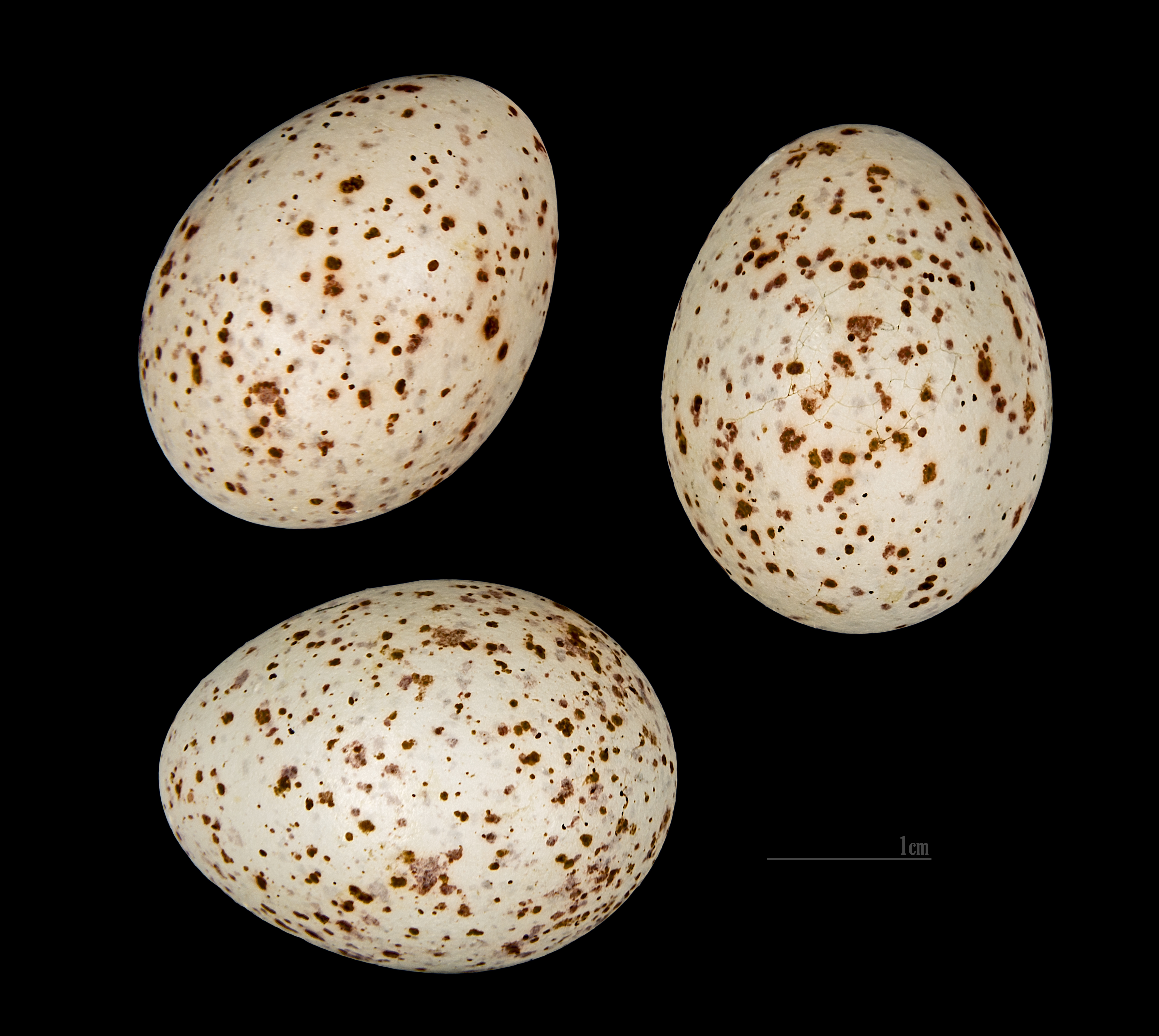
Turdus viscivorus

叫声为干涩颤音“zerrrrr”及凄郁的下降笛音，似乌鸫，不如欧歌鸫的鸣声婉转。天气恶劣或在夜间，雄性会在树木、屋顶或高高的栖木上发出响亮婉转的鸣叫，一般是在多雨的早春。